# Słaba pochodna
Słaba pochodna – rozszerzenie pojęcia pochodnej na funkcje lokalnie całkowalne. Pojęcie słabej pochodnej ma szerokie zastosowania w teorii równań różniczkowych cząstkowych.

## Ustalenia wstępne
Niech {\displaystyle U\subseteq \mathbb {R} ^{N}} będzie obszarem oraz niech {\displaystyle C_{c}^{\infty }(U)} oznacza przestrzeń wszystkich funkcji nieskończenie wiele razy różniczkowalnych w {\displaystyle U} ze zwartym nośnikiem, zawartym w {\displaystyle U.} Ponadto, niech {\displaystyle \phi \in C_{c}^{\infty }(U).}
Jeśli {\displaystyle u} jest funkcją różniczkowalną w sposób ciągły w {\displaystyle U,} to stosując wzór na całkowanie przez części, można pokazać, że (oczywiście uwzględniając to, że funkcją {\displaystyle \phi } ma zwarty nośnik, tzn. jest równa zero w pewnym otoczeniu brzegu domknięcia zbioru U):
{\displaystyle \int \limits _{U}u{\frac {\partial \phi }{\partial x_{i}}}dx=-\int \limits _{U}{\frac {\partial u}{\partial x_{i}}}\phi dx}
dla {\displaystyle 1\leqslant i\leqslant N.}
Ogólniej, jeśli {\displaystyle u} jest funkcją {\displaystyle k}-krotnie różniczkowalną w sposób ciągły w {\displaystyle U,} a {\displaystyle \alpha } jest wielowskaźnikiem, to
{\displaystyle \int \limits _{U}uD^{\alpha }\phi dx=(-1)^{|\alpha |}\int \limits _{U}D^{\alpha }u\phi dx.}
W teorii równań różniczkowych cząstkowych czasem istnieje potrzeba ograniczenia założeń co do gładkości funkcji {\displaystyle u}. Powstaje wówczas pytanie, czy istnieje funkcja {\displaystyle v,} dla której zastąpienie {\displaystyle D^{\alpha }u=v} w powyższym wzorze daje tożsamość prawdziwą dla wszystkich {\displaystyle \phi }.

## Definicja
Niech funkcje {\displaystyle u,v} będą lokalnie całkowalne w zbiorze {\displaystyle U} oraz niech {\displaystyle \alpha } będzie takie jak wyżej. Mówimy, że funkcja {\displaystyle v} jest {\displaystyle \alpha }-tą słabą pochodną funkcji {\displaystyle u} wtedy i tylko wtedy, gdy
{\displaystyle \int \limits _{U}uD^{\alpha }\phi dx=(-1)^{|\alpha |}\int \limits _{U}v\phi dx}
dla każdej funkcji {\displaystyle \phi \in C_{c}^{\infty }(U).} Jeśli {\displaystyle v} jest {\displaystyle \alpha }-tą słabą pochodną funkcji {\displaystyle u,} to zapisujemy to
{\displaystyle v=D^{\alpha }u.}

### Uwaga
- Jeśli dwie funkcje {\displaystyle v_{1},v_{2}} spełniają powyższy warunek, to zachodzi równość {\displaystyle v_{1}=v_{2}} prawie wszędzie w {\displaystyle U}. Innymi słowy, jeśli słaba pochodna istnieje, to jest wyznaczona jednoznacznie.

## Przykład
Funkcja {\displaystyle f\colon (-1,1)\to [0,1]} dana wzorem
{\displaystyle f(x)=|x|}
nie jest różniczkowalna w punkcie {\displaystyle x_{0}=0}, jednak funkcja signum jest jej słabą pochodną.